# Lo Capitán
Enclave rural de la pedanía de Torremendo (Orihuela, Alicante). Delimitado al norte por la sierra de Pujálvarez y al sur por el límite provincial con la Región Murciana. Población diseminada y en regresión. Llegó a tener escuela propia (utilizada de iglesia los domingos). La ocupación de la población es la agricultura, predominando el cultivo del almendro. La única via de acceso fue repavimentada por el ayuntamiento de Orihuela en 2009

Sierra de Pujalvarez